# Hořiněves
Hořiněves är en ort i Tjeckien. Den ligger i den centrala delen av landet, 100 km öster om huvudstaden Prag. Hořiněves ligger 267 meter över havet och antalet invånare är 686.
Terrängen runt Hořiněves är platt. Runt Hořiněves är det tätbefolkat, med 881 invånare per kvadratkilometer. Närmaste större samhälle är Hradec Králové, 12,1 km söder om Hořiněves. Trakten runt Hořiněves består till största delen av jordbruksmark.